# Arrochage de coq
L'arrochage de coq (en anglais : Cock throwing) est un sport populaire anglais de la fin du XVIIIe siècle, ou en Champagne en France aussi au XVIIIe siècle, consistant à lancer des projectiles sur un coq jusqu'à trancher son cou (et la mort du coq). Des variantes avec d'autres animaux existaient tels que le tir à l'oie consistant à utiliser des armes rudimentaires (batons, ou sabres) afin de couper le cou de l'oie, ou la fête de l'oie consistant à couper le cou d'une oie avec un sabre émoussé.